# Elmira Minita Gordon
Elmira Minita Gordon (Belize, 30 dicembre 1930 – Inglewood, 1º gennaio 2021) è stata una politica beliziana, governatrice generale del Belize dal 1981 al 1993.

## Carriera
Elmira Gordon è stata la prima donna a essere nominata governatore generale di un regno del Commonwealth. Come governatrice generale ha anche tenuto il titolo di patrono dell'associazione scout del Belize e del Belize Girl Guides Movement.